# Brežany
Brežany – wieś (obec) na Słowacji położona w kraju preszowskim, w powiecie Preszów. Pierwsze wzmianki o miejscowości pochodzą z roku 1329.

## Demografia
Według danych z dnia 31 grudnia 2010, wieś zamieszkiwało 159 osób, w tym 76 kobiet i 83 mężczyzn. W 2001 roku miejscowość zamieszkiwali wyłącznie Słowacy.
Ze względu na wyznawaną religię struktura mieszkańców kształtowała się w 2001 roku następująco:
- Katolicy rzymscy – 90,30%
- Grekokatolicy – 4,24%
- Ewangelicy – 5,45%.

## Zabytki
- Drewniana cerkiew greckokatolicka św. Łukasza z 1727.